# Escut de Picanya
L'escut de Picanya és un símbol representatiu del municipi de Picanya, que pertany a la comarca de l'Horta Sud, al País Valencià. No posseeix una descripció heràldica oficial. Malgrat això, el seu blasonament pot ser descrit de la següent manera:
Escut oval. Al flanc sinistre, un pi coure amb fulles sinoples; i al destre, una canya sinople; ambdues figures sobre un paisatge sinople, com a elements parlants. Emmarca un folre de pergamí que s'enrotlla. Timbrat per una corona reial oberta.

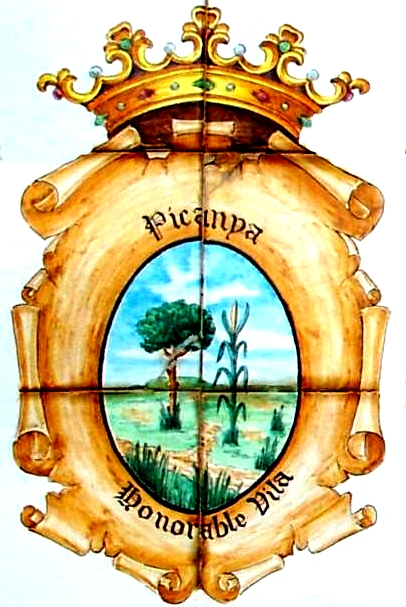
Escut de Picanya amb la inscripció "Honorable vila" i el nom del municipi.

De vegades, l'escut pot aparèixer acompanyat de la inscripció "Honorable Vila" i el nom del municipi, en referència al fet que Picanya va ser el primer municipi a demanar l'Estatut d'autonomia per al País Valencià, per la qual cosa se li va atorgar aquest títol.
L'escut no gaudeix de cap mena d'oficialitat, perquè no està publicat ni en el Butlletí Oficial de l'Estat ni en el Diari Oficial de la Generalitat Valenciana. Malgrat aquest fet, és present en documents de l'ajuntament, senyals, etc. i és de facto l'escut oficial del municipi.

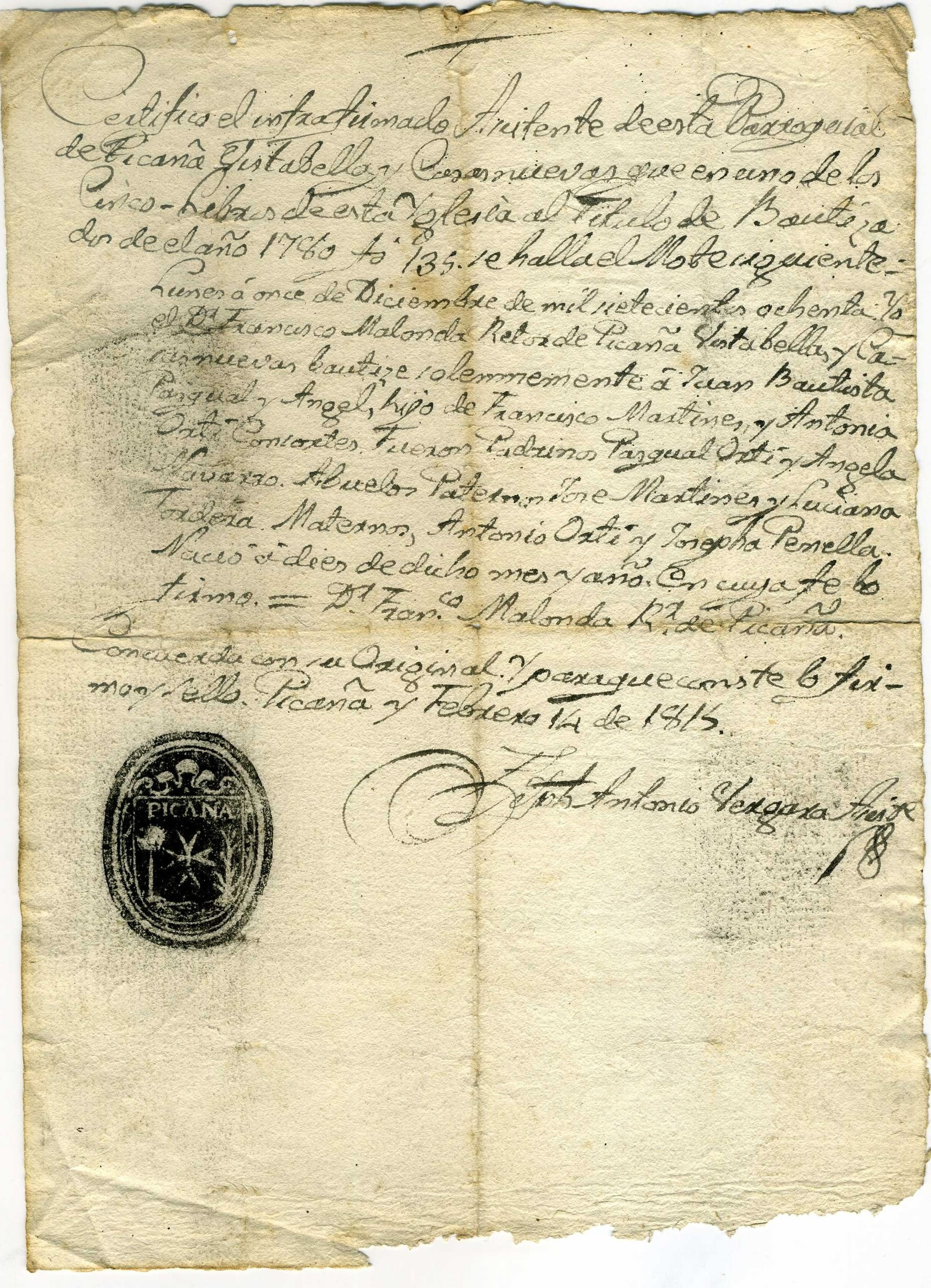
Escut del poble de Picanya amb la creu dels Hospitalers a una partida baptismal de l'any 1815